# Детская литература (журнал)
«Де́тская литерату́ра» — советский и российский журнал о детской литературе. Выходил в 1932—1941 годах, затем был возобновлён в 1965 году. Во второй половине 2000-х годов издание прекратило существование.

## История

### 1932—1941
Журнал «Детская литература» был создан в Москве в 1932 году при ЦК ВЛКСМ как бюллетень критико-библиографического института с периодичностью 3 раза в месяц (в 1932 году вышел 21 номер). В 1933—1935 годах журнал выходил ежемесячно, в 1933—1934 годах — под названием «Детская и юношеская литература». С 1936 года «Детская литература» стала журналом критики детской литературы и выходила 2 раза в месяц (в 1941 году вышло 5 номеров). В журнале публиковались статьи и рецензии Абрама Дермана, Александра Роскина, Виктора Шкловского, Аделины Адалис, Бориса Бегака, Исая Рахтанова, Александра Дейча, Антонины Бабушкиной, Л. Кон, Е. Таратуты и др. В журнале велись дискуссии о книгах советских писателей — Аркадия Гайдара, Константина Паустовского, Л. Пантелеева, Бориса Житкова, Самуила Маршака, М. Ильина, Корнея Чуковского, Евгения Чарушина, Виталия Бианки и др. В этих дискуссиях принимали участие не только критики, но и учёные, педагоги, писатели. На материале детской литературы в журнале обсуждались сущностные проблемы современной литературы и критики. В «Детской литературе» публиковались статьи и рецензии литературоведов Сергея Бонди, Николая Гудзия, Сергея Макашина, Ульриха Фохта и других об изданиях русских классиков, рассматривались вопросы оформления детской книги, задачи детской технической книги, детского чтения. 
В 1941 году, после начала Великой Отечественной войны, выпуск журнала был прерван.

### 1965—1991
В 1965 году журнал был возобновлён (как один из органов печати Союза писателей РСФСР) и стал больше заниматься текущим литературным процессом, исследовать специфику детской литературы. К сотрудничеству в журнале привлекались крупные критики, писатели, искусствоведы, учёные, иллюстраторы — Вера Смирнова, Лев Разгон, Станислав Рассадин, Мирон Петровский, Сергей Сивоконь, Ирина Лупанова и др.

### После 1991
В постсоветское время журнал испытывал финансовые трудности, отсутствовала чёткая периодичность выхода, иногда выходили сдвоенные номера. Из-за финансовых проблем журнал был не в состоянии определять литературную стратегию и серьёзно влиять на литературный процесс. Сохранилась традиционная рубрика «Жизнь. Литература. Критика» (в которой писали фактически только три автора — Лола Звонарёва, Сергей Сивоконь и Валерий Воскобойников), были введены новые разделы «Полемические заметки» и «Благотворители — детям», видоизменён раздел «Юный человек на пороге XXI столетия». Обращения журнала к насущным проблемам детской литературы были фрагментарны и случайны. Журнал практически перестал публиковать обзоры, критические статьи и рецензии. Библиографическая рубрика «Советуем прочитать» не отражала поток выходящих детских книг и не исследовала их характер. Журнал практиковал выход специальных номеров, посвящённых либо одному писателю (Александру Пушкину, Аркадию Гайдару, Николаю Носову), либо национальным литературам (Израиля, Индии).
В 2010-е годы отсутствие журнала было ощутимо:
В детской литературе не хватает толковой критики, нет координирующего органа, которым служил раньше журнал «Детская литература», общая картина оказывается разломана, разбита на множество кусочков. Эту литературу можно сравнить с разбитым сосудом, на каждом фрагменте которого есть своя картинка, но в целом они не очень складываются…

## Главные редакторы
- 1965—1996 — Сергей Петрович Алексеев (1922—2008)
- 1996—? — Игорь Нагаев